# غويندولين هامون
غويندولين هامون (بالفرنسية: Gwendoline Hamon)‏ هي ممثلة فرنسية، و حفيدة جان أنويله. ولدت في 27 أغسطس 1970 في باريس، فرنسا.

## فيلموغرافيا

### أفلام
- 2004 : عدم الثقة ، لا ينبغي أن يسمح له بالدخول ! : الكسندر السابق
- 2004 : طبق اليوم
- 2005 : المصيدة : أغنيس
- 2005 : شيء من هذا القبيل : نيكول بوليو
- 2005 : الجيران والجيران : أليس لويك
- 2008 : ساجان : سوزان كويرز
- 2009 : خطأ بنكي لصالحك : وظيفة محترمة
- 2009 : شيء لأخبرك به : فاليري دي بارينتيس
- 2012 : ماذا لو عشنا جميعًا معًا ؟ : سابين
- 2015 : عائلة للإيجار : زوجة فابيان
- 2016 : بلايند صن
- 2018 : سننتهي معًا
- 2021 : معجزة صغيرة

## روابط خارجية
- غويندولين هامون على موقع IMDb (الإنجليزية)
- غويندولين هامون على موقع ألو سيني (الفرنسية)
- غويندولين هامون على موقع أول موفي (الإنجليزية)
- غويندولين هامون على موقع قاعدة بيانات الأفلام السويدية (السويدية)
- غويندولين هامون على موقع قاعدة بيانات الفيلم (الإنجليزية)
- غويندولين هامون على موقع كينوبويسك (الروسية)